# Chulachuli
Chulachuli is een dorpscommissie (Engels: village development committee, afgekort VDC; Nepalees: panchayat) in het zuidoosten van Nepal. Het is gelegen in het district Ilam, in de Mechi-zone. De dorpscommissie telde bij de volkstelling in 2001 18.176 inwoners, in 2011 nog 17.324 inwoners.